# Lilian Compan
Lilian Compan (ur. 30 kwietnia 1977 w Hyères) – francuski piłkarz występujący na pozycji napastnika oraz trener.

## Kariera
Compan rozpoczynał zawodową karierę w 1995 roku w pierwszoligowym klubie AS Cannes. W Division 1 zadebiutował 16 grudnia 1995 w wygranym 2:1 meczu z FC Martigues, a 11 maja 1996 w wygranym 5:2 spotkaniu z RC Lens strzelił swojego pierwszego gola w tych rozgrywkach. W Cannes Compan spędził dwa sezony.
W 1997 roku przeszedł do innego pierwszoligowego zespołu – AJ Auxerre. Pierwszy ligowy mecz rozegrał tam 13 lutego 1998 przeciwko Stade Rennais (1:1). Latem 1998 roku został wypożyczony do drugoligowego LB Châteauroux, a po roku powrócił do Auxerre. Sezon 2000/2001 spędził na wypożyczeniu w drugoligowym US Créteil-Lusitanos. W następnym sezonie ponownie grał na wypożyczeniu LB Châteauroux (II liga).
W 2002 roku Compan odszedł z Auxerre do drugoligowego AS Saint-Étienne. W 2004 roku awansował z nim do Ligue 1. W 2005 roku został graczem drugoligowego SM Caen. W 2007 roku wywalczył z nim awans do Ligue 1. Latem 2008 roku trafił do Montpellier HSC, grającego w Ligue 2. W jego barwach zadebiutował 12 września 2008 w przegranym 0:1 pojedynku z Dijon FCO. W 2009 roku awansował z zespołem do Ligue 1. W latach 2010–2012 grał w Cannes.